# Borge (Østfold)

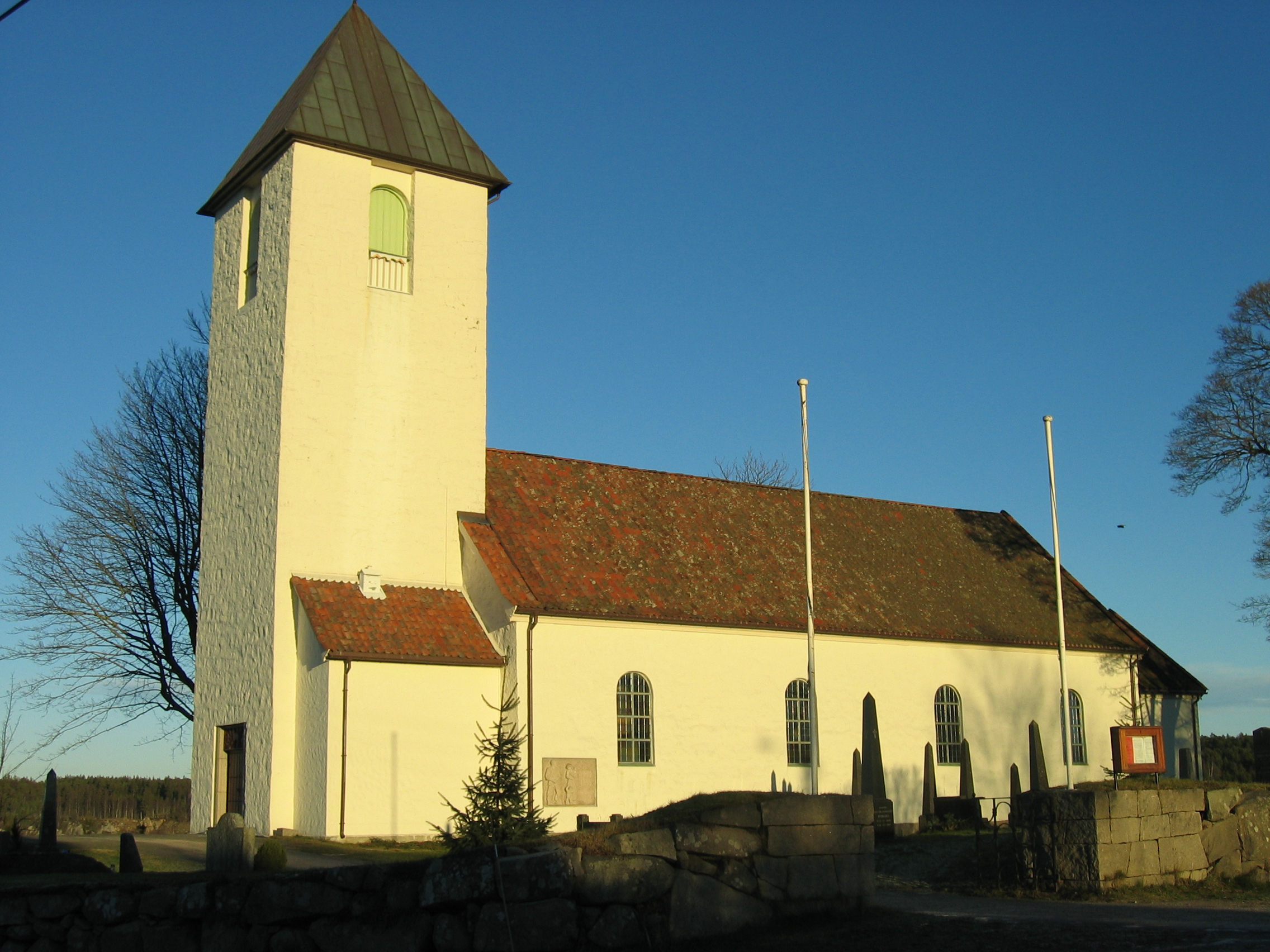
Kerk in Borge

Borge is een voormalige gemeente in de Noorse provincie Østfold. Tegenwoordig maakt het deel uit van de gemeente Fredrikstad in de provincie Viken, dicht bij de grens met de gemeente Sarpsborg. 

## Geboren
- Roald Amundsen (1872-1928), ontdekkingsreiziger
- Peder Kolstad (1878-1932), politicus